# Metalloinvest
Metalloinvest Management Company LLC (russisk: Металлоинвест) er en russisk mine- og metalvirksomhed. De fremstiller stål og driver minedrift af jernmalm. Virksomheden blev etableret i 1999 og har hovedkvarter i Moskva. Den ejes af holdingselskabet USM Holdings, hvor Alisher Usmanov har aktimajoriteten (60 %).
I 2022 blev Metalloinvest børsnoteret.